# I've Lost You
I've Lost You è un brano musicale composto da Alan Blaikley e Ken Howard (con lo pesudonimo "Steve Barlby") per Iain Matthews. Fu originariamente inciso nel 1969 e pubblicato nell'album Matthews' Southern Comfort, primo disco solista di Matthews dopo la fuoriuscita dai Fairport Convention.

## Versione di Elvis Presley
I've Lost You fu reinterpretata da Elvis Presley. La sua versione, pubblicata su singolo (lato B: The Next Step Is Love) nel luglio 1970 negli Stati Uniti, debuttò alla posizione numero 85 nella Billboard Hot 100 il 1º agosto 1970, raggiungendo la numero 32 come massimo piazzamento nel settembre 1970. Nella classifica di Cash Box si posizionò invece in diciottesima posizione.
Come nuovo singolo di Presley, la canzone fu inserita nella scaletta dei suoi concerti durante la terza stagione di esibizioni a Las Vegas (agosto/settembre 1970) e la versione tratta dallo show serale del 12 agosto venne inclusa nel film Elvis Presley Show.
In Canada I've Lost You si rivelò un successo da Top 10 in classifica, come anche nel Regno Unito dove raggiunse la posizione numero 9 restandoci per due settimane tra novembre e dicembre.
La scelta di Presley di interpretare la canzone, alla luce del testo della stessa («Oh, I've lost you, yes, I've lost you. I can't reach you anymore»), potrebbe essere visto come un riflesso dello stato di crisi del suo matrimonio con Priscilla all'epoca.